# Hiperaldosteronizam
Hiperaldosteronizam ili aldosteronizam je stanje u kojem je povećano stvaranje aldosterona u kori nadbubrežne žlijezde.
Hiperaldosteronizam može biti uzrokovan poremećajem ili bolestima nadbubrežne žlijezde, tada govorimo o primarnom hiperaldosteronizmu, dok različiti poremećaji drugih organa mogu uzrokovati sekundarni hiperaldosteronizam.
Primarni hiperaldosteronizam najčešće je uzrokovan tumorom nadbubrežne žlijezde (najčešće adenomom ili karcinomom) ili idiopatskom hiperplazijom nadbubrežne žlijezde (obostranom ili jednostranom).
Sekundarni hiperaldosteronizam najčešće nastaje kao posljedica različitih bolesti kao što su npr. srčana dekompenzacija, ciroza jetre, nefrotskog sindroma, u kojima dolazi do prekomjerenog izlučivanja aldosterona.